# Колакович, Игор
Игор Колакович (серб. Игор Колаковић / Igor Kolaković, 4 июня 1965 года, Титоград) — югославский и черногорский волейболист и тренер.

## Спортивная карьера
В качестве игрока выступал за югославские клубы «Будучность» (Подгорица) и «Партизан» (Белград).
Затем стал тренером и возглавлял сборную Сербии восемь лет (2006—2014). Главные достижения команды на этом отрезке — победа на Евро-2011, бронзовая медаль чемпионата мира-2010, два финала Мировой лиги (2008, 2009) и две «бронзы» чемпионата Европы (2007, 2013). При Колаковиче сербы сыграли на двух Олимпийских играх: в Пекине-2008 они в четвертьфинале проиграли США, а в Лондоне-2012 не вышли из группы.
После Сербии Колакович работал со сборной Ирана (2017—2020). С ней он взял «бронзу» на Всемирном кубке чемпионов и выиграл чемпионат Азии. С сезона 2020/21 специалист тренирует польский клуб «Варта» из Заверце.